# Josep Lago
Josep Lago Bennàssar (Palma de Mallorca, 14 de diciembre de 1993), es un consultor de comunicación español, también antiguo coordinador de las juventudes de Sociedad Civil Catalana y creador, fundador y primer presidente de la asociación constitucionalista S'ha Acabat!.

## Biografía
Nacido en Palma de Mallorca en 1993, se crio en la localidad de La Puebla durante su infancia y adolescencia. Es licenciado en ADE y Derecho por la Universidad Autónoma de Barcelona. Cursó un máster en Dirección de Comunicación Corporativa en la EAE Business School.
Actualmente, Lago, alejado de la política activa, trabaja como consultor de comunicación en el Parlamento de Cataluña.

## Activismo político y universitario
Comenzó el activismo político de carácter constitucionalista a finales de 2015, tras la creación de la sectorial juvenil de Sociedad Civil Catalana, siendo su coordinador, llevando a cabo acciones en universidades catalanas y apareciendo tanto en medios de comunicación autonómicos como nacionales. Debido a las discrepancias con la administración interna de Sociedad Civil Catalana, renunció a su cargo como coordinador en septiembre de 2018. Al mes siguiente, junto con otros exmiembros de la sectorial juvenil, fundó la primera asociación constitucionalista joven de la historia de Cataluña, S'ha Acabat!, plataforma de la que fue su presidente durante el primer año de vida.
Durante su etapa como coordinador de la sectorial joven de Sociedad Civil Catalana y como presidente de S'ha Acabat!, ha liderado múltiples acciones enfocadas a atraer miembros y difundir los valores constitucionalistas en las universidades catalanasy a lo largo del territorio catalán. Estas acciones se concretaban en carpas informativas, acciones digitales y actos con personalidades públicas con impacto en medios de comunicación, con el objetivo de recuperar la convivencia entre catalanes y de éstos con el resto de españoles.
En el curso académico 2017-2018, la sección juvenil de Sociedad Civil Catalana fue expulsada del registro de asociaciones estudiantiles de la Universidad Autónoma de Barcelona, esgrimiéndose que su presencia en el entorno estudiantil perjudicaba la imagen de la universidad. Tal hecho hizo que Josep Lago y otros compañeros de la entidad en dicha universidad presentaran un recurso judicial contra la dirección universitaria de la Universidad Autónoma de Barcelona por vulneración de derechos fundamentales. En julio de 2018, cuatro meses posteriores a la presentación de dicha denuncia, el juzgado Contencioso-Administrativo número 7 de Barcelona obligó a la universidad a volver a incluir a la agrupación de Jóvenes de Sociedad Civil Catalana en el registro de colectivos y más tarde la sentencia fue confirmada por el Tribunal Superior de Justicia de Cataluña. Esta sentencia se convirtió en la primera en la historia de España en que una universidad pública es condenada en firme por vulnerar derechos fundamentales de sus estudiantes por motivos ideológicos.

## Premios y reconocimientos
A lo largo de su carrera de defensa de valores constitucionales ha recibido varios premios y reconocimientos. En 2017, firma junto con María Domingo (vicepresidenta de Jóvenes de Sociedad Civil Catalana) y José Domingo el manifiesto fundacional de Plataforma Ahora, liderada por el diputado Gorka Maneiro.
En 2018, la sectorial de Joves de Societat Civil Catalana, dirigida por Josep Lago, recibe el primer premio de la Plataforma Ahora. En febrero de 2020, la asociación S'ha Acabat! recibe el premio Hay Derecho en su quinta edición.